# بيخار
بيخار (بالإسبانية: Béjar)‏ هي بلدية إسبانية تقع في مقاطعة سلامنكا في منطقة الحكم الذاتي قشتالة وليون. تتميز باعتبارها أهم نقطة تجمع سكاني في الجنوب الشرقي لمقاطعة سلامنكا، وتُعد العاصمة أو مركز الخدمات لكوماركا سييرا دي بيخار. تُشكل الدائرة القضائية لبيخار.

## توأمة
لبيخار اتفاقيات توأمة مع:
- غوآردا

## أعلام
- لوتشيانو سانشيز
- مويسيس دويناس
- أنطونيو سانشيز
- أنخيل سانشيز مارتن
- روبيرتو إيراس